# Cerisiers
Cerisiers este o comună în departamentul Yonne, Franța. În 2009 avea o populație de 985 de locuitori.

## Evoluția populației
| An        | 1975 | 1982 | 1990 | 1999 | 2006 | 2009 |
| --------- | ---- | ---- | ---- | ---- | ---- | ---- |
| Populație | 823  | 860  | 889  | 900  | 875  | 985  |